# 馮提莫
馮提莫（フォン ティーモー、簡体字: 冯提莫、拼音: Féng Tímò、本名　馮亜男　1991年12月19日 - ）は中華人民共和国重慶市出身の歌手、インターネットセレブリティ（網紅）。

## 経歴
中華人民共和国四川省万県市（現重慶市万州区）生まれ、北京師範大学珠海分校卒業。
2014年9月に闘魚 (ストリーミングサービス)ゲーム実況中に歌ったことがきっかけでネット配信活動開始。活動開始後、馮提莫、周二珂、大表姐、陳一発児の4人で「闘魚F4」と呼ばれる。
2016年9月蔡健雅の『別找我麻煩』をカバー。12月には王菲（フェイ・ウォン）の『你在終点等我』をカバー。12月9日、映画『28歳未成年』のオープニング曲『你不懂我』発表。

2017年1月19日、スマホゲーム『鎮魔曲』主題曲『一念』発表。6月30日、初のシングル『識食物者為俊傑』リリース。12月20日、映画『前任3：再見前任』CM曲『再見前任』発表、12月7日、第三回Ｖ影響力峰会と微博人気ゲーム配信者盛典に招かれ「十大影響力遊戯大Ｖ」獲得。12月21日、第6回捜狐時尚盛典授賞式で「年度最火主播奨」受賞。
12月30日、湖南衛視のバラエティー番組「快楽大本営」に初出演『小雞嗶嗶』を歌う。

2018年から2019年にかけて楽曲のリリース以外に多方面で活躍しイメージキャラクターも務めた。

2018年2月から『仏系少女』、『玻璃糖』、『哼』、『辺走辺愛』、『吹海風』、『青空』、『既視感』等のシングルを次々にリリース。その他映画やゲームのテーマ曲、挿入曲も歌う。

イメージキャラクターとしては、2018年5月3日共青団重慶市委の「青年好声音」コンテストの開幕式に招かれた上、重慶共青団宣伝大使に任命された。7月12日、ミス重慶コンテストの審査員を務めた。
12月31日、北京衛視の年氷雪盛典に出演し『仏系少女』を歌唱。

この間、馮提莫は様々な賞を獲得。2019年2月4日から5日にかけてファッション雑誌『領客LINK』で撮影した写真がニューヨーク・タイムズスクエアのナスダックスクリーンに掲出された。12月19日、bilibiliとの契約を発表、bilibili配信者になる。

## 楽曲

### アルバム
| タイトル   | リリース     | 収録曲                                                                         |
| ---------- | ------------ | ------------------------------------------------------------------------------ |
| 馮提莫     | 2019年9月3日 | 沈潔潔 仏系少女 玻璃糖 哼 辺走辺愛 吹海風 青空 既視感 元気満満 看到風 三局両勝 |
| Minimanimo | 2020年5月7日 | Minimanimo (feat. Haee)[prod. Advanced]                                        |

### シングル
| タイトル                                                  | 作詞             | 作曲          | リリース       |
| 你不懂我(映画《28歳未成年》オープニング曲)                | 甘世佳           | 張寶宇        | 2016年12月9日  |
| 一念(スマホゲーム《鎮魔曲》主題曲)                        | 聖月櫻淚         | 胡多多&楊文昭 | 2017年1月19日  |
| 識食物者為俊杰                                            | 暗杠&肆格張&竹君 | 暗杠          | 2017年6月30日  |
| 沈潔潔                                                    | 暗杠             | 暗杠          | 2017年10月6日  |
| 前任3:再見前任》CM曲)                                     | 孟令楠           | 劉洲          | 2017年12月20日 |
| 我們之間(TVドラマ《我站在橋上看風景》挿入歌               | 林喬             | 宋濤          | 2018年1月23日  |
| 仏系少女                                                  | 朱鴿             | 朱鴿          | 2018年2月18日  |
| 玻璃糖                                                    | 成方言           | 徐夢圓        | 2018年2月27日  |
| 哼                                                        | 姚燁             | 姚燁          | 2018年4月30日  |
| 辺走辺愛                                                  | 余佳運           | 余佳運        | 2018年6月9日   |
| 夢的遊戲(映画《解碼遊戲 (2018年中国映画)》エンディング曲) | 武靖             | 胡波          | 2018年7月16日  |
| 左手（小峰峰とデュエット，スマホゲーム《皇室戦争》CM曲）  | 小峰峰           | 小峰峰        | 2018年8月1日   |
| 吹海風                                                    | Leo1Bee          | Leo1Bee       | 2018年8月30日  |
| 青空                                                      | 冪雅             | 冪雅          | 2018年9月30日  |
| 既視感(After Love シリーズ一曲目)                         | 徐良             | 徐良          | 2018年11月1日  |
| 心形宇宙(TVドラマ《将夜》挿入曲)                          | 代岳東、閆立嚴   | 代岳東        | 2018年11月23日 |
| 元気満満                                                  | 朱鴿             | 朱鴿          | 2019年2月5日   |